# 広正寺 (埼玉県嵐山町)
廣正寺（こうしょうじ）は、埼玉県比企郡嵐山町にある曹洞宗の寺院。

## 歴史
創建年代は不明であるが、天庵によって開山された。天庵は龍穏寺第4世住職である。当初は「萬福寺」という名称であった。
江戸時代初期、当地を所領とする旗本高木正綱が父の高木広正の追善供養のために、寺を中興した。その際に山号と寺号を父の名に合わせて「高木山廣正寺」に改称した。当寺を中興したのは、主君徳川家康がまだ三河国の領主だった頃の高木氏の菩提寺が「萬福寺」だったことによる。

## 文化財
- 広正寺文書及び高木家墓碑（嵐山町指定文化財 昭和36年10月1日指定）[2]

## 交通アクセス
- 嵐山小川ICより車5分。